# Tony Cetinski

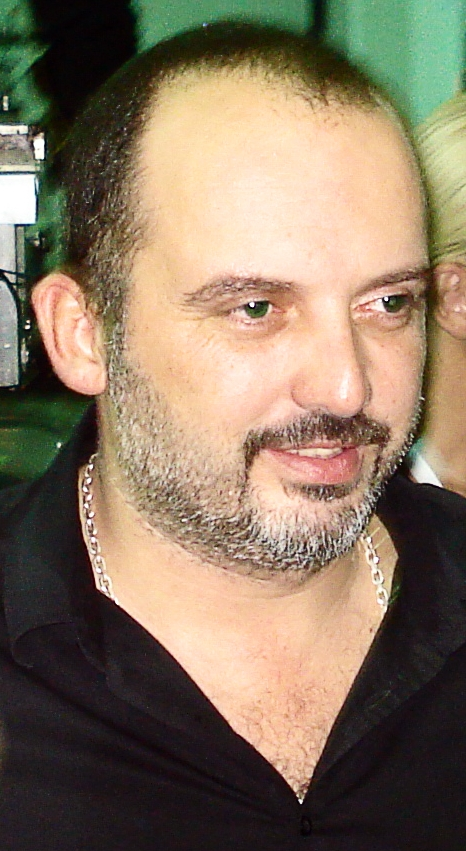
Tony Cetinski (2009)

Anthony "Tony" Cetinski (* 31. Mai 1969 in Pula) ist ein kroatischer Musiker und Sänger.

## Leben
Tony Cetinski begann mit 15 Jahren zu singen. Sein liebstes Instrument ist das Klavier, er spielt jedoch auch Schlagzeug und Bass-Gitarre. 1991 zog er von Rovinj nach Zagreb, wo er seine selbstständige Musikkarriere begann.
1994 vertrat er Kroatien beim Eurovision Song Contest mit dem Song Nek’ ti bude ljubav sva. Er belegte mit 27 Punkten den 16. Platz.

## Diskografie

### Alben
- 1991: Srce nikad ne laže (Das Herz lügt nie)
- 1992: Ljubomora 1 (Eifersucht 1)
- 1993: Ljubomora 2 (Eifersucht 2)
- 1995: Ljubav i bol (Liebe und Schmerz)
- 1996: Prah i pepeo (Pulver & Asche)
- 1998: A1
- 2000: Triptonyc
- 2003: A sada... (Und jetzt...) (HR: Silber)[1]
- 2005: Budi uz mene (Sei bei mir)
- 2008: Ako to se zove ljubav (Wenn das Liebe heißt)
- 2010: Da Capo
- 2012: Opet si pobijedila
- 2018: Kao u snu

### Kompilationen
- 2011: The Best of

### Singles (Auswahl)
- 1994: Nek’ ti bude ljubav sva
- 2003: Blago onom tko te ima
- 2005: Onaj ko te ljubi sretan je
- 2005: Lagala nas mala (mit Toše Proeski)
- 2008: Kad Žena Zavoli
- 2008: Od milijun žena
- 2008: Umirem 100x dnevno
- 2012: Opet si pobijedila
- 2012: Jednom U Životu
- 2014: Zabluda (mit Željko Joksimović)
- 2018: Kao u snu